# Batimastèrids

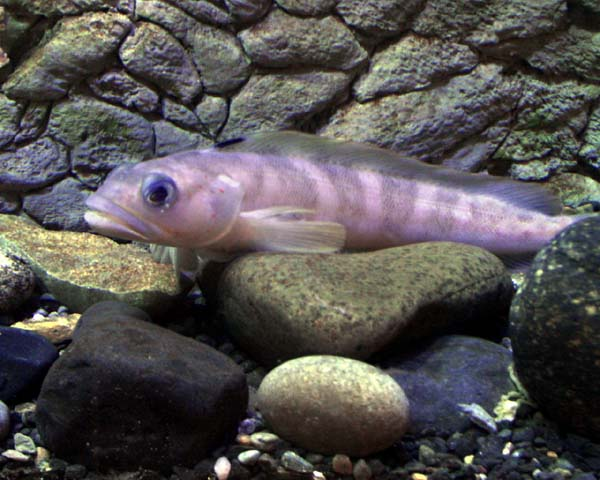
Bathymaster signatus

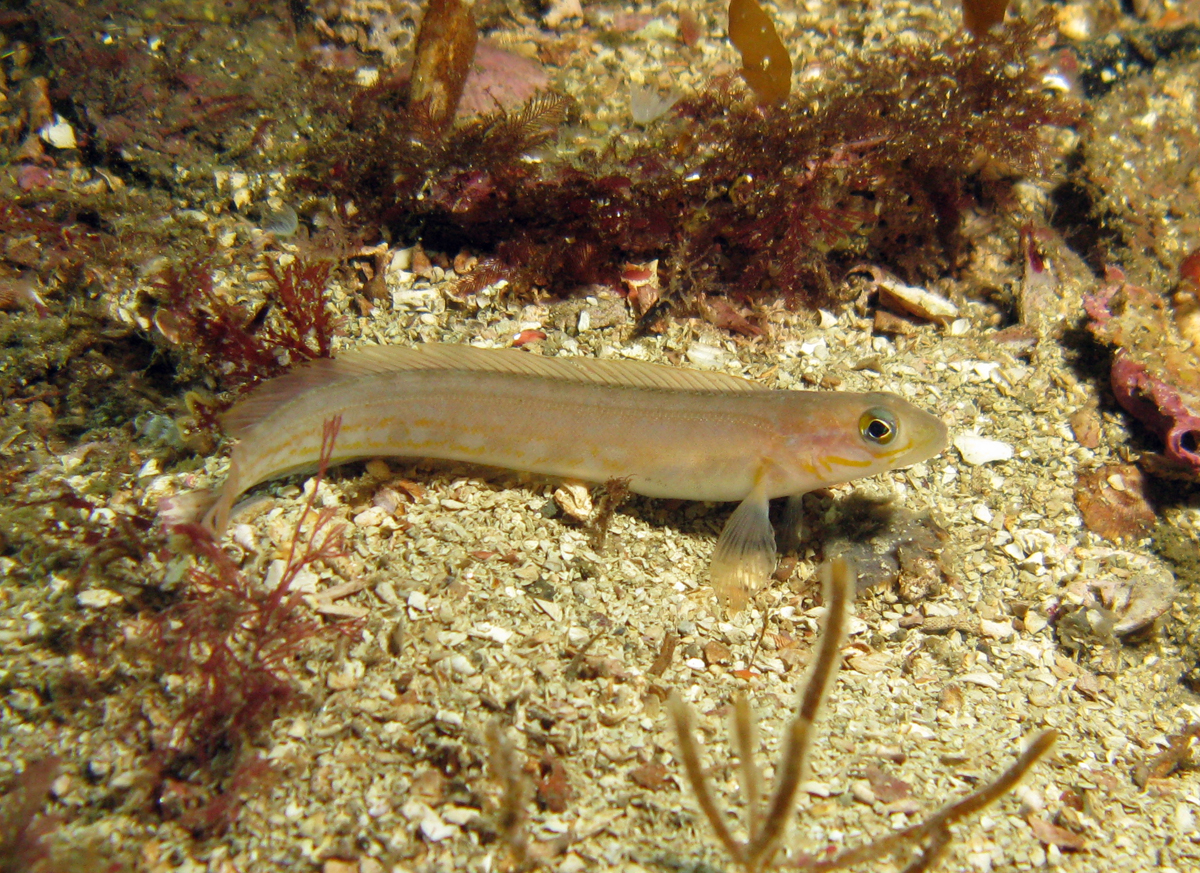
Ronquilus jordani fotografiat a la Colúmbia Britànica (el Canadà)

Els batimastèrids (Bathymasteridae) constitueixen una família de peixos marins i costaners pertanyent a l'ordre dels perciformes.

## Etimologia
Del grec bathys (profund) i master, -eros (algú que investiga, que cerca).

## Descripció
- Cos allargat, de 38 cm de llargària màxima en l'espècie més grossa (Bathymaster signatus) i de color marró oliva a vermell fosc, negre blavós o morat amb taques o franges d'un verd intens, blau, groc, vermell, taronja i blanc, les quals varien segons les poblacions o el sexe.
- Cap arrodonit, amb la boca terminal i grossa, dents palatines (és a dir, situades al paladar), ulls grossos, 1 parell d'orificis nasals i porus sensorials a la part superior.
- 1 única aleta dorsal de base llarga, començant just darrere del cap, amb 43-49 radis (ramificats i no ramificats) i amb 1-6 espines febles i flexibles a la part davantera; inserció vertical de l'aleta pectoral.
- Aleta caudal arrodonida.
- Aleta anal llarga, amb 31-36 radis i 1-2 espines.
- Aletes pectorals grans i arrodonides.
- Aletes pèlviques reduïdes, en posició toràcica (just darrere de la gola) i amb 1 espina i 5 radis.
- Línia lateral alta (la qual acaba més enllà del darrer radi de l'aleta dorsal) i amb 75-105 escates entre feblement (gairebé llises) i força ctenoides.
- Membranes branquials separades i lliures de l'istme (llevat del gènere Rathbunella en què estan unides i formen un plec lliure a través de l'istme).
- 46-55 vèrtebres.
- Absència de bufeta natatòria.
- Presenten dimorfisme sexual: els mascles de Ronquilus jordani, per exemple, tenen el dors de color taronja amb les aletes anals blaves iridescents vorejades de negre, mentre que les femelles tenen la part superior del cos de color oliva i les aletes anals d'un blau més clar vorejades de marró.[3][4][5]

## Reproducció
Els mascles protegeixen les cries.

## Alimentació i depredadors
Mengen principalment petits crustacis i mol·luscs bentònics. Els halibuts i les palaies són els seus depredadors més importants.

## Hàbitat i distribució geogràfica
Es troba des de la zona de marees fins a la plataforma continental exterior (principalment, al llarg de les costes rocalloses o sorrenques i en fondàries inferiors a 150 m) de l'Àrtida i del Pacífic nord: des del Japó (com ara, Hokkaido) i la mar del Japó fins a l'estret de Tatària, la badia de Pere el Gran, les illes Kurils, la mar d'Okhotsk, Kamtxatka, el mar de la Sibèria Oriental, les illes del Comandant, el golf d'Alaska, el mar de Bering, les illes Aleutianes (com ara, Amchitka), la Colúmbia Britànica (el Canadà), Washington, Califòrnia i Mèxic (el nord de Baixa Califòrnia).

## Gèneres i espècies
- Bathymaster (Cope, 1873)[40]
  - Bathymaster caeruleofasciatus (Gilbert & Burke, 1912)[41]
  - Bathymaster derjugini (Lindberg, 1930)[42]
  - Bathymaster leurolepis (McPhail, 1965)[43]
  - Bathymaster signatus (Cope, 1873)[40]
- Rathbunella (Jordan & Evermann, 1896)[44]
  - Rathbunella alleni (Gilbert, 1904)[45]
  - Rathbunella hypoplecta (Gilbert, 1890)[46]
- Ronquilus (Jordan & Starks, 1895)[47]
  - Ronquilus jordani (Gilbert, 1889)[48][49][50][51][52][53][54][55][56]

## Estat de conservació
Només Bathymaster derjugini apareix a la Llista Vermella de la UICN pels impactes mediambientals causats pel desenvolupament costaner, la contaminació de l'aigua, el trànsit marítim intens i el buidatge de combustible dels vaixells.

## Costums
Quan se senten amenaçats, opten per retirar-se al lloc amagat més proper (com ara, forats o esquerdes).

## Observacions
Les espècies més grosses són importants per a la pesca comercial com a aliment per a peixos.